# LinTo
LinTo (acrónimo de Lino Tonti) es una fábrica de motocicletas ideada por el técnico Lino Tonti en 1947. No era un fabricante de motocicletas en el sentido común del término, sino una especie de laboratorio mecánico para desarrollar soluciones técnicas innovadoras en el campo de las motocicletas.

## Historia

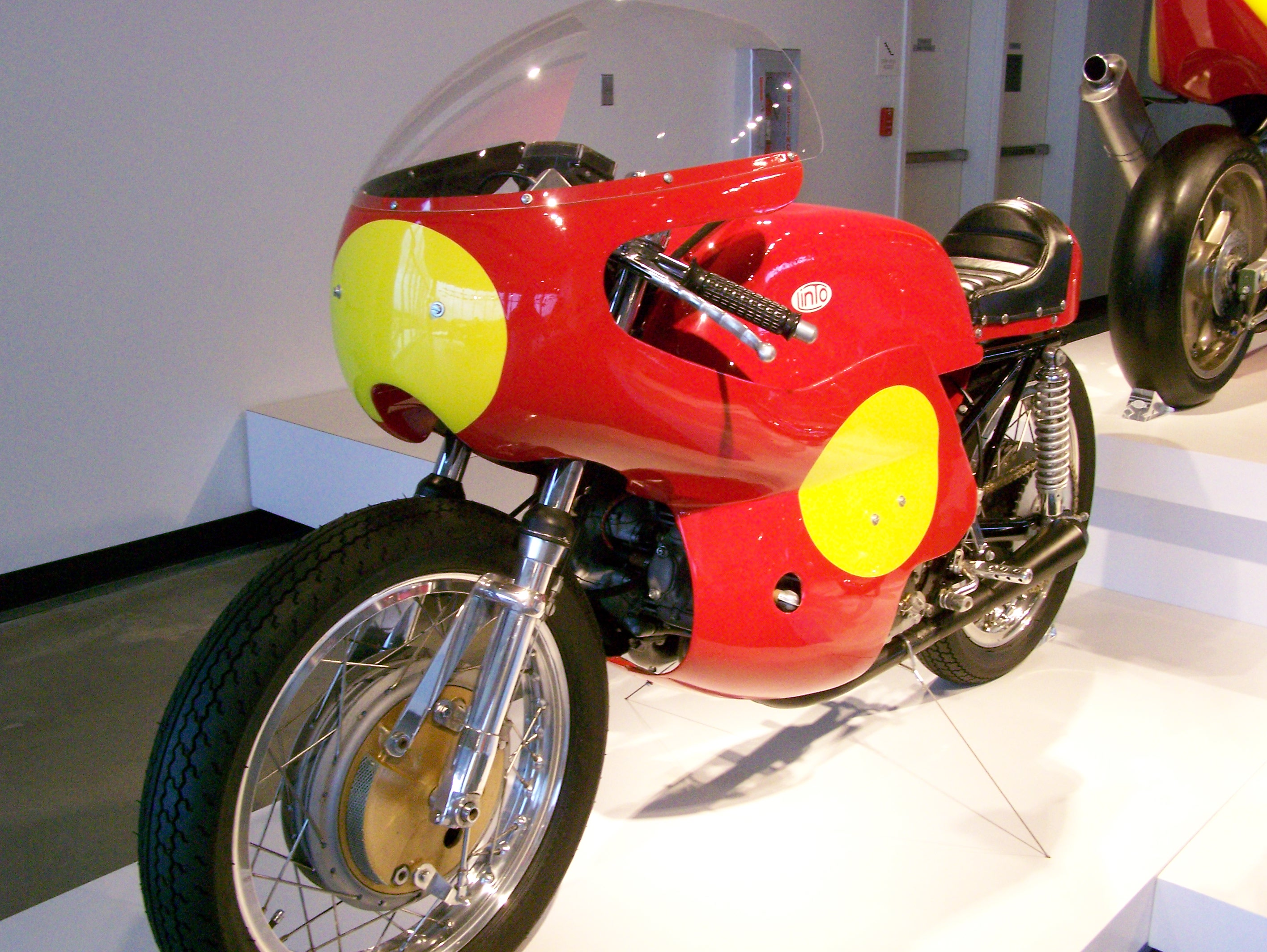
La LinTo 500 GP

La idea de la marca llegó a Tonti inmediatamente después de la Segunda Guerra Mundial, cuando fue necesario dar nombre a un prototipo de motocicleta ligera de competición fabricada en colaboración con Alcide Biotti y Massimo Pasolini. La moto se inscribió en las carreras de Temporada Romagnola como LinTo 75 y se dio a conocer en los campos de competición, tanto que se construyó en pequeñas series a pedido de algunos pilotos, incluido Enrico Molari.
Más tarde, la marca LinTo se utilizó para marcar los prototipos de motocicletas fabricados por Tonti que se presentaron a la prensa, para encontrar la salida de producción detrás del interés de importantes fabricantes de motocicletas, como en el caso del "LinTo Cigno" que luego se convirtió en  Aermacchi 125 N Swan. También en colaboración con Aermacchi, también se creó un  chasis para obtener registros de velocidad, LinTo-Aermacchi Record.
A finales de los 60, con la ayuda financiera y operativa del concesionario del expiloto Giorgio Premoli, comenzó la producción a pequeña escala de la LinTo 500 GP, una moto de carreras para pilotos privados que se utilizará en Campeonato del Mundo.
Con esta motocleta Alberto Pagani ganó el  GP de las Naciones en  Imola en 1969 y ese mismo año el suizo Gyula Marsovszky obtuvo el segundo lugar en la general de la categoría de 500cc.